# NSDAP/AO
NSDAP/AO — американська неонацистська організація. Заснована у 1972 році Гері Рексом Лауком у Фейрбері, штат Небраска. Назва організації розшифровується як «NSDAP Aufbau- und Auslandsorganisation» («Розвиток НСДАП і закордонна організація).
Організація Лаука наголошує, що є наступницею оригінальної NSDAP – та постачає неонацистам по всьому світу пропагандистські матеріали. З 1973 року NSDAP/AO видає неонацистські журнали – наприклад, «NS-Kampfruf» – десятьма мовами. В якості однієї зі своїх політичних цілей вимагає повернення НСДАП як правомочної партії в Німеччині та Австрії. Організація також була активною в ряді країн Європи, як координуючи роботу з місцевими рухами, так і розповсюджуючи пропаганду індивідуально.